# Ossining
För den underliggande administrativa enheten, se Ossining (village).

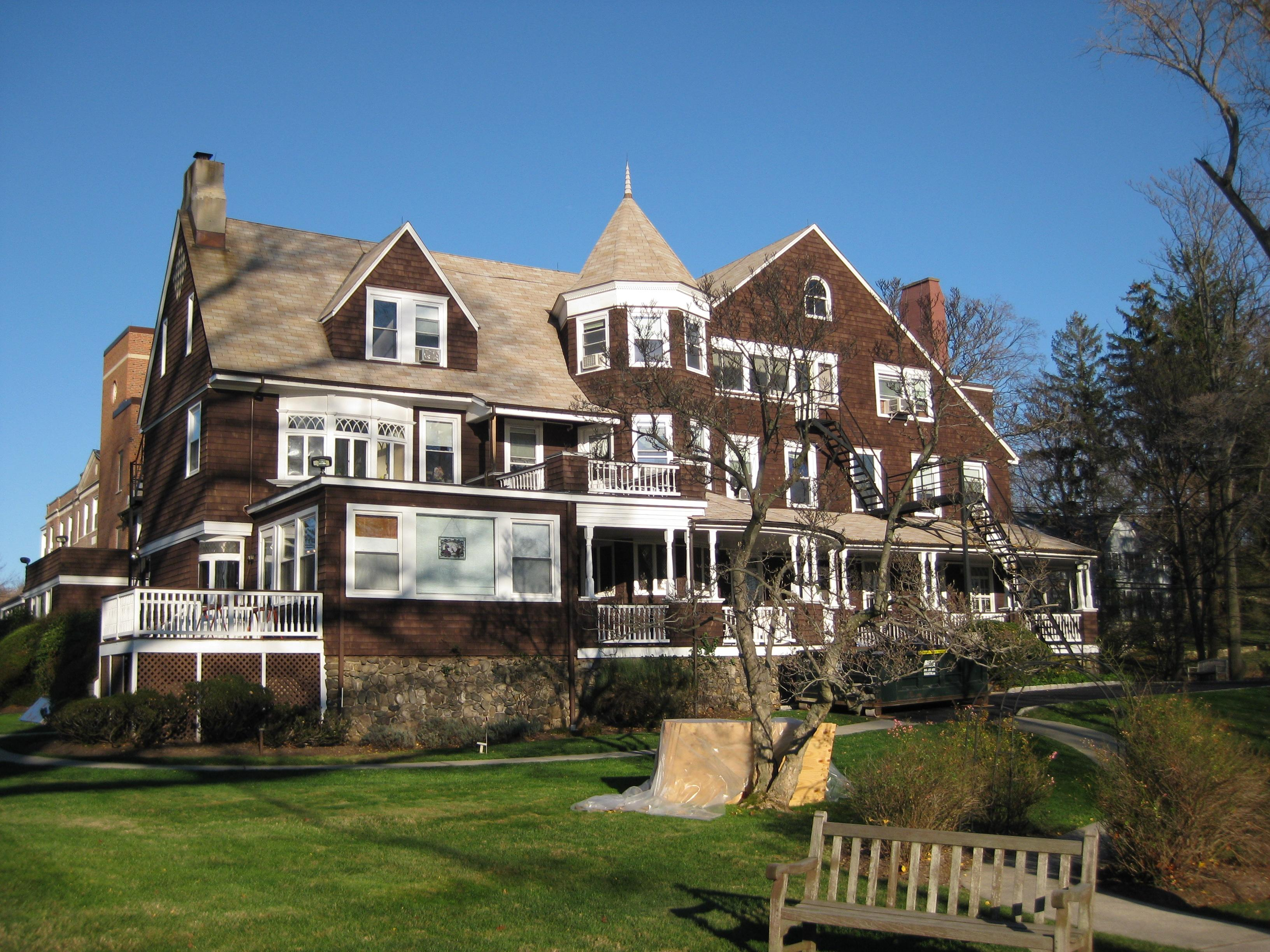
Edwin A. McAlpins hus, Hillside, i Ossining, numera ett ålderdomshem.

Ossining är en kommun (town) i Westchester County i delstaten New York i USA. Invånarantalet år 2000 var 36 534. Kommunen, som ligger omkring 50 km norr om New York, är känd genom fängelset Sing Sing. 

## Kända personer från Ossining
- John Cheever,  författare
- Kara DioGuardi,  sångare
- Peter Falk,  skådespelare
- Albert Fish,  seriemördare
- Anne Francis,  skådespelare
- Erica Leerhsen,  skådespelare